# 9504 Lionel
9504 Lionel eller 2224 T-2 är en asteroid i huvudbältet som upptäcktes den 29 september 1973 av den nederländsk-amerikanske astronomen Tom Gehrels och det nederländska astronomparet Ingrid van Houten-Groeneveld och Cornelis Johannes van Houten vid Palomarobservatoriet. Den är uppkallad efter Lionel, en av Riddarna av Runda bordet.
Asteroiden har en diameter på ungefär 5 kilometer.